# درة قوس قزح اللورية
دُرَّة قوس قزح اللُّورِيَّة (الاسم العلمي: Trichoglossus moluccanus) هو نوع من الببغاوات يوجد في أستراليا.
وهو شائع على طول الساحل الشرقي [الإنجليزية]، من شمال كوينزلاند إلى جنوب أستراليا. موئلها هو الغابات المطيرة والأدغال والغابات الساحلية. يُتَعامل الآن مع ستة أصنوفات كانت تُدرج تقليديًا على أنها نويعات من دُرَر قوس قزح اللورية باعتبارها أنواعًا منفصلة.
أُدخِلَت دُرَر قوس قزح اللورية إلى مدينة بِرث بأستراليا الغربية، وتسمانيا، ومدينة أوكلاند النيوزيلندية؛ وهونغ كونغ.